# ВПШ
«ВПШ» (расшифровывается как «Вся правда шоу») — российское интернет-издание, публикующее новости во «ВКонтакте», в Telegram и в Instagram, а также в форме аудиоподкастов. Издание преимущественно пишет о новостях блогосферы, политики и моды. Неоднократно становилось первопричиной конфликтов среди блогеров и первоисточником эксклюзивной информации, которую позднее цитировали другие СМИ. По состоянию на март 2024 года количество подписчиков издания во «ВКонтакте» — 2,4 миллиона, в Telegram — 1,5 миллиона, в Instagram — более 400 тысяч.

## История
Первоначальное сообщество издания во «ВКонтакте» было создано в 2013 году блогером Игорем Синяком и являлось пабликом для поддержки его одноимённого шоу на YouTube. На тот момент в сообществе публиковались слухи, интимные фотографии звёзд и прочий «жёлтый» контент. Спустя год работы, набрав 12 тысяч подписчиков, «ВПШ» оказался заблокирован администрацией соцсети.
Второе сообщество было создано 21 июня 2014 года Игорем Синяком и Владимиром Газиным. Главной тематикой стали слухи и обсуждение жизни YouTube-блогеров, с которыми часто возникали конфликты. В 2018 году Газин ушёл вследствие конфликта с Синяком.
С 2018 года сообщество ежегодно выпускает коллекции одежды совместно с брендом «Твоё».

## Скандалы

### Диана Шурыгина
В 2017 году «ВПШ» провели благотворительный стрим совместно с «ВКонтакте» и благотворительным фондом Константина Хабенского в офисе Mail.Ru Group. Гостями эфира стали Ивангай, Влад Бумага, Марьяна Ро и Ксения Хоффман. Помимо упомянутых блогеров, была приглашена и Диана Шурыгина, пострадавшая от изнасилования и впоследствии ставшая интернет-знаменитостью; появление Шурыгиной спровоцировало критику со стороны Николая Соболева, Ильи Прусикина и подписчиков сообщества. Администратор «ВПШ», Владимир Газин, объяснил появление Шурыгиной личным желанием познакомиться с ней и сделать фотографии.

### Юлик
В июле 2022 года в сеть просочилась информация об измене блогера Юлия Онешко в браке с Дарьей Каплан. После интервью блогера Лиззки сообществу «ВПШ» и публичного заявления об изнасиловании, Юлик подал в суд на основателя сообщества, Игоря Синяка, за «клевету».

## Запрет в России
1 сентября 2022 года Василеостровский суд Санкт-Петербурга признал запрещёнными материалы сообщества «ВПШ» за пропаганду транссексуальности и трансгендерности.

## Оценки
В 2017 году издание Meduza назвало «ВПШ» «основным сообществом про блогеров во „ВКонтакте“».

## Премии
| Год  | Название                 | Номинация                   | Результат | Примечание |
| ---- | ------------------------ | --------------------------- | --------- | ---------- |
| 2016 | «Видфест»                | «Лайк за паблик»            | Победа    | [ 18 ]     |
| 2016 | Oops! Choice Awards      | «Лучший паблик „ВКонтакте“» | Победа    | [ 19 ]     |
| 2020 | «Итоги года „ВКонтакте“» | «Подкаст года»              | Победа    | [ 20 ]     |
| 2021 | Like Influencer Awards   | «Лучший паблик „ВКонтакте“» | Победа    | [ 21 ]     |